# カミニンギョウ科
カミニンギョウ科 (Scyphostegiaceae) は被子植物の科の1つで、カミニンギョウ Scyphostegia borneensis Stapf の1属1種のみからなる。

## 分布
ボルネオに分布する。

## 分類

### APG植物分類体系
APG植物分類体系ではヤナギ科に含まれるとして、カミニンギョウ科は認められていない。

### クロンキスト体系
クロンキスト体系ではスミレ目に属する。

### 新エングラー体系
新エングラー体系でもスミレ目の中の科である。